# Dorylus brevipennis
Dorylus brevipennis är en myrart som beskrevs av Carlo Emery 1895. Dorylus brevipennis ingår i släktet Dorylus och familjen myror.

## Underarter
Arten delas in i följande underarter:
- D. b. brevipennis
- D. b. marshalli
- D. b. zimmermanni